# Retusálás
A retusálás egy képjavítási módszer. Már a fényképezés kezdetétől alkalmazzák, akkoriban elsősorban a technikai hibákat igyekeztek eltüntetni a képről.
Manapság a reklámokban, plakátokon azt a célt szolgálja, hogy a modell megjelenését idealizálja, kozmetikai hibáit eltüntesse.

## Története
Már az 1850-es évektől használják a retusálást, mint képfeljavítási módszert. A kezdetleges technika hibáit (oda nem való pöttyöket, vonalakat, karcolódást stb.) már a sötétkamrában igyekeztek eltüntetni. A régi képek fekete-fehérek voltak, de a fotós színt tudott vinni beléjük, hogy tetszetősebbek legyenek.

### Fényképhamisítások a Szovjetunióban
Egyes politikusok utasítására nemkívánatos szereplőket, tárgyakat távolítottak el a már elkészült fényképekről. Ennek egyik ismert példája a képekről eltüntetett Trockij.
A sztálini diktatúra merev rendszerében is szükség volt a képek tökéletesítésére, nem csak a jelenben. A korabeli propaganda cizelláltságot követelt meg. Sztálin arcát világosabbá tették, haját, bajuszát kisimították, azért, hogy sokkal földöntúlibbnak, az átlag embernél magasabb hatalmúnak ábrázolják. A pártvezért gyakran jelenítették meg gyermekek mellett, a gyermekek barátjaként emlegették. A személyi kultusz erőteljesen megjelent a birodalomban, nem csak a köztereken voltak képek Sztálinról, hanem a lakásokban is kötelező volt tartani belőlük. A képhamisításokat már Lenin korában alkalmazták. Például a nagy októberi szocialista forradalomról készült képek valójában egy filmből kivágott részleteket mutat meg. Voltak olyan emberek, akik felléptek a rendszer ellen. Lenin ellen megkíséreltek egy merényletet is, amely végül nem volt sikeres. A pártellenségek ennek hatására sorozatosan kezdtek eltűnni. A képszerkesztésre is hatással volt ez az eseménysor. Egy kép készült ugyanis Lenin beszédéről a Nagy Színház előtt, amelyről ellenfeleit, Trockijt és Kamenyevet kiretusálták. Hasonlóan ehhez a képhez, az 1917-es vörös téri ünnepségen készült képről szintén eltüntették Trockijt, és Kamenyevet Lenin mellől. Azonban rajtuk kívül Artyom Halatov örmény bolsevik sem látható a képen, aki a retusálatlan képen rajta volt, mivel ő is meghalt 1937-ben a nagy tisztogatások ideje alatt. Az egyik 1926-os képről három embert távolítottak el Sztálin mellől, Nyikolaj Antyipovot , Szergej Kirovot és Nyikolaj Svernyiket. Először Antyipov, Molotov helyettese tűnt el a képről, mivel 1938-ban kivégezték. Ezután Svernyik, majd Kirov. Sztálin mellől szintén eltávolítottak a Moszkva folyó partján készült képről egy volt belügyi, és vízi szállításügyi népbiztost, Nyikolaj Jezsovot.

## Előnyei
A papíron létező fényképek az évek folyamán megkopnak, megsárgulnak, megkarcolódnak, piszkolódnak, ezeken retusálással lehet segíteni. A képeket először digitalizálják, később, speciálisan erre a célra készült programok segítségével ki tudják rajtuk javítani az esetleges szakadásokat, gyűrődéseket, vagy vissza tudják állítani a színek tónusát.A digitalizált képeket el is lehet kérni DVD-re vagy CD-re írva. Ennek számos előnye van, mint például az, hogy nem kell tartanunk a képek minőségének további romlásáról, közösségi portálokra is tölthetünk fel belőlük, nincsen képkidolgozási díja, mégis akármikor megnézhető, ismerősöknek e-mailben elküldhetők stb.

## Hátrányai
Manapság újságokban vagy plakátokon gyakorlatilag alig találunk természetes kinézetű embereket, mert mindegyiket manipulálják a retusálás segítségével. A grafikus programokkal tökéletesre formált arcok és egyéb testrészek nem tükrözik a valóságot. Mivel ezek az irreális képek általában soványra karcsúsított, hibátlan bőrű és arcú nőket ábrázolnak, a nemi szerepek folytán tőlük elvárt szépségkultusz nyomására az önbecsülése könnyen lecsökken és gyakran keresik a módszereket, hogyan nézhetnének ki ők is úgy, amit a plakátokon látnak. Ezt használják ki a kozmetikai cégek és a szépségipar, mert a reklámokkal sugalmazva azt az illúziót táplálják, hogy termékeik és szolgáltatásaik megvásárlásával elérhetik a vágyott megjelenést.

## Ismertebb retusáló programok
1. Photoshop: Szinte a leghíresebb program a retusálás és képkorrekció világában. Az évek során a program egyre több eszközzel és termékváltozattal bővült, így egy komplex termékegységet alkot.
2. Photoscape: Ez az ingyenes program megfelelő képek javítására, szerkesztésére, és ehhez megfelelő kezelőpanellel is rendelkezik. Képez fotók betördelésére, animációk és kollázsok készítésére is. A képek kezelése alapszintű, és képes a RAW formátumú képek konvertálására. A 3.3-as verzió magyar nyelven is letölthető.
3. PhotoFiltre: Ez az ingyenesen letölthető program annyi effektet és szűrőt tartalmaz, hogy a forgalomba hozott képszerkesztő programokkal is felveszi a harcot. Fizetős shareware verziója a PhotoFiltre Studio. PFI a saját formátuma.
4. Gimp: A Gimp egyik nagy előnye az, hogy több operációs rendszer alatt, pl. Windows-on, Linux-on is használható. Nagy hátránya azonban a nem intuitív, nehezen elsajátítható és barátságtalan felhasználói felület, emiatt a kezelőpanel megszokása, de akár egy egyszerű feladat elvégzése is sok időbe telhet. Magyar nyelvű változata is letölthető.